# Karl von Houwald
Karl Gottlieb von Houwald (* 16. Juli 1816 auf Schloss Straupitz; † 9. Januar 1883 im Schloss Neuhaus in Steinkirchen bei Lübben) war ein deutscher Verwaltungsbeamter.

Karl von Houwald

## Herkunft
Seine Eltern waren Karl Heinrich Ferdinand von Houwald (1773–1832) und dessen zweiter Ehefrau Jeanette Karoline, geborene von Thermo-Zieckau (1787–1837). Beide Familien waren mehrfach miteinander verbunden.

## Leben
Karl von Houwald wurde als Sohn des freien Standenherrn und Landrichters Heinrich von Houwald geboren. Nach dem Besuch als Zögling des Alumnates der Ritterakademie Brandenburg bis zum Abitur 1837 studierte er an den Universitäten Bonn und Berlin Rechtswissenschaften und an der Forstakademie Eberswalde Forstwissenschaft. 1837 wurde er Mitglied des Corps Borussia Bonn. Nach dem Studium trat er in den preußischen Staatsdienst ein. Von 1845 bis 1871 war er als Nachfolger von Bernhard von Patow Landrat des Kreises Lübben. Nach dem Tod von Julius Wilhelm von Beerfelde im Jahr 1871 wurde er Landsyndikus der Niederlausitz, ein Amt, das bis 1858 auch Bernhard von Patow ausübte. Im erstmals 1879 publizierten Generaladressbuch der preußischen Rittergutsbesitzer wird sein Besitz Neuhaus mit 2,70 ha beziffert.

## Familie
Er heiratete am 18. Dezember 1846 in Berlin Veronika Maria Magdalena Johanna Gottliebe von Forstner (1820–1913), eine Tochter des preußischen Generalmajors Karl von Forstner. Das Paar hatte mehrere Kinder:
- Heinrich Karl Friedrich Arthur (1848–1905) ⚭ 1877 Anna Wilhelmine Sofie Eva Mathilde Pergler von Perglas
- Georg Karl Wilhelm Ferdinand Leopold (* 1855) ⚭ 1887 Sofie Emilie Friederike Cotta von Cottendorf